# E. Bronson Ingram
Die E. Bronson Ingram ist ein Schubboot der Ingram Barge Company, das 1976 gebaut wurde. Es ist in St. Louis stationiert und wird im Binnenschiffsverkehr auf dem Mississippi und dem Golf von Mexiko eingesetzt.

## Geschichte
Die E. Bronson Ingram wurde 1976 von der St. Louis Ship Company in Missouri gebaut und lief ursprünglich unter dem Namen J.S. McDermott für die Federal Barge Lines vom Stapel. 1984 wechselte sie in den Besitz von Midland Enterprises und behielt ihren Namen zunächst bei. Im Jahr 2003 kaufte die Ingram Barge Company das Schiff, benannte es jedoch erst 2004 zu Ehren ihres früheren Vorsitzenden Erskine Bronson Ingram um.

## Technische Spezifikationen
Die E. Bronson Ingram ist rund 185,5 Fuß (ca. 56,5 Meter, LüA: 60,96 Meter) lang und 54 Fuß (ca. 16,5 Meter) breit. Das Schiff wird von zwei General Motors 20-645E7B-Dieselmotoren mit einer Leistung von insgesamt 10.500 PS angetrieben. Die beiden Schrauben sind in Kortdüsen montiert, die die Steuerfähigkeit und Effizienz erhöhen. Die Schubkraft wird durch eine 4,229:1-Reduktion über die Falk-Getriebe übertragen.

## Betrieb
Die E. Bronson Ingram ist als Teil der Flotte der Ingram Barge Company vor allem im Süden der USA, auf dem Mississippi und im Golf von Mexiko aktiv.